# Щипавка грецька
Щипавка грецька або тонкоколючкова (Cobitis trichonica) — прісноводна риба родини в'юнових (Cobitidae). Ендемік Греції.  Раритетний вид риб, занесений до Червоного списку МСОП та інших природоохоронних документів.

## Опис
Самці виростають до 5,5 см в довжину, самиці — до 8,1 см.

## Поширення
Ендемік Греції. Трапляється в озерах Тріхоніс, Лісімахія, Озерос та Амвракія та басейні річки Ахелоос.

## Охорона
Раритетний вид риб, занесений до Червоного списку МСОП (охоронна категорія: вид перебуває у небезпечному стані). Стан природних популяцій виду в межах ареалу залишається нестабільним. Тому щипавка грецька занесена до Додатку 3 Бернської конвенції (охоронна категорія: вид підлягає охороні),  а також до Директиви Європейського Союзу 92/43/ЄС «Про збереження природних оселищ та видів природної фауни і флори» (Додаток II. Види рослин і тварин, що становлять особливий інтерес для Європейського Союзу, збереження яких потребує створення територій особливої охорони).